# Mucone
Il Mucone è un fiume della Calabria, che scorre nella Provincia di Cosenza.
Lungo 54 km nasce nella Sila Grande alle pendici del monte Serra Stella (1.813 m s.l.m.) nei pressi di Camigliatello Silano, sbarrato nei pressi del torrente Cecìta (affluente destro) da una grossa diga alta 55 metri, forma il Lago Cecìta o Lago Mucone che è il più grande lago dell'altopiano della Sila, con una capacità di 108 milioni di metri cubi d'acqua. Dopo avere attraversato parte dell'altopiano silano si riversa, lambendo il centro di Acri, nel fiume Crati, poco a valle di Bisignano, costituendone il principale affluente di destra. Lungo il corso del fiume sono situati gli Impianti idroelettrici del Mucone che prendono il nome dal fiume stesso e sono utilizzati per la produzione di energia elettrica.
Lo storico Gabriele Barrio cita alcuni nomi antichi dello stesso fiume "Muconius" e "Muxones"; lo storico citava i nomi che a sua volta furono citati da Aulo Giano Parrasio (Cosenza 1470-1522), e da Domenico Parrisi l'uno storico e l'altro cartografo. In una dedica su una lapide marmorea del Settecento nella città di Acri, situata su di un'antica fontana cittadina sul fiume Chàlamo viene nominato (Mortonem), descrivendone le qualità curative per gli animali, e soprattutto nel curare le pecore dalla scabbia. Nel Quattrocento era chiamato Cotile, e nel Seicento Muconius o Mixones. Si crede che il nome moderno del Mucone derivi dall'esprimere il nome "mucomai" e cioè "Io muggisco", forse per descrivere il fragore delle sue acque in passato, che a volte sembrava imitare il muggito dei buoi (vitelli).
Il poeta e storico Norman Douglas nel suo libro "Old Calabria", il numismatico e l'archeologo François Lenormant, l'archeologo Amedeo Maiuri nel 1961, ritenevano invece, che si trattasse dell'antico Acheronte, citato da Tito Livio e da Strabone. Secondo una recente analisi del nome, Mucone o Moccone era il nome presso i Galli della divinità Mercurio che in base al luogo veniva chiamata Mercurius Moccos o Mercurius Artaois. Moccos quindi era il nome con cui Galli descrivevano la divinità fluviuale Mercurio, che nella mitologia romana, era invece chiamato il dio Ermes Psychopompios che per i greci rivestiva vari ruoli, uno dei quali era il (portatore dei sogni ai viventi), e il conduttore delle anime dei morti negli inferi.
Il fiume fu rinominato nel 1470 dagli Aragonesi, nuovi signori della città di Acri "Cotile" e "Cotiles" e cioè "fiume pieno di Sassi", dallo spagnolo (cote o cotila = sassi).

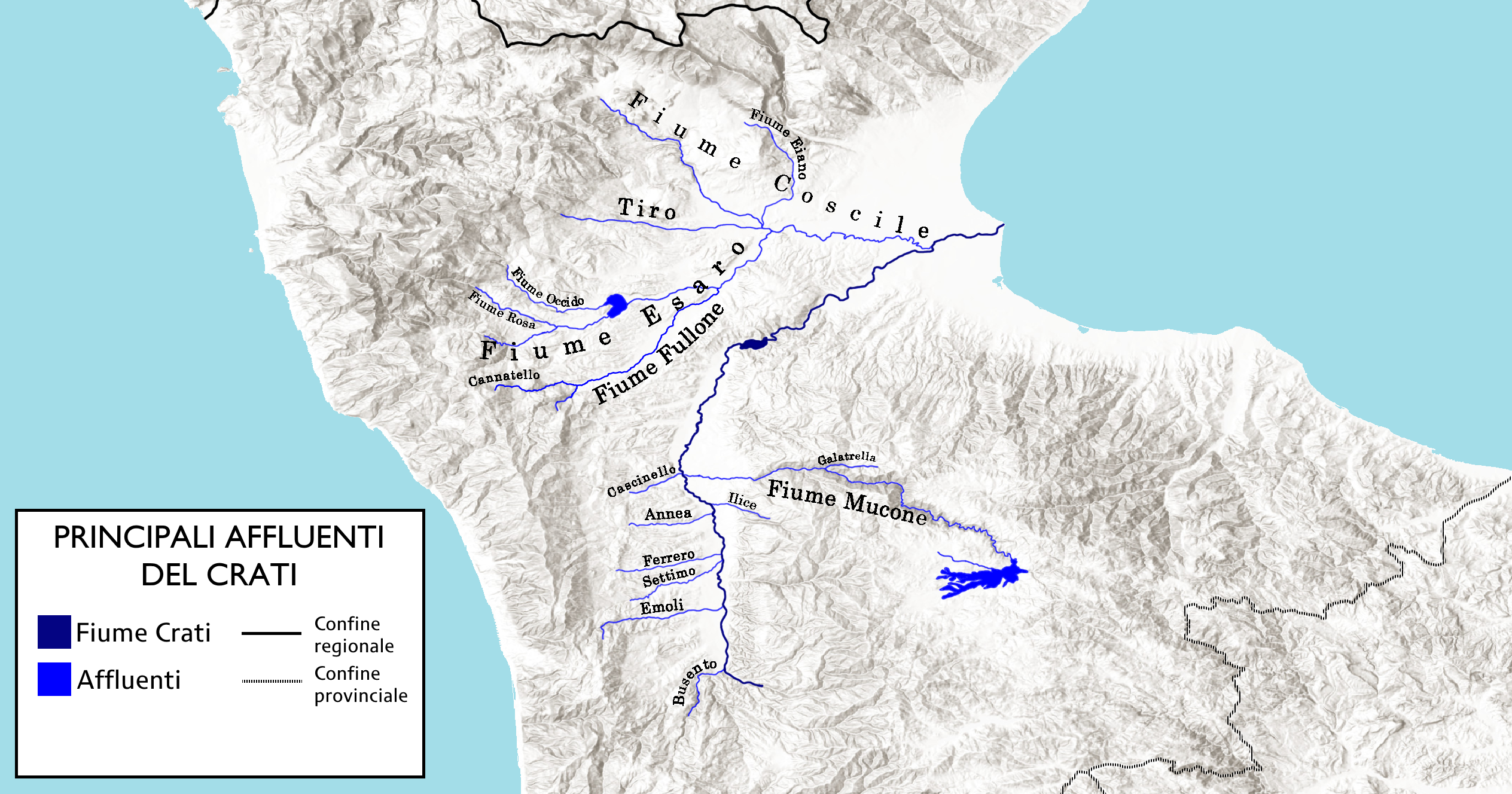
Mappa dei principali affluenti del Fiume Crati